# 南門公園碑林
22°59′12″N 120°12′11″E / 22.986539°N 120.202978°E

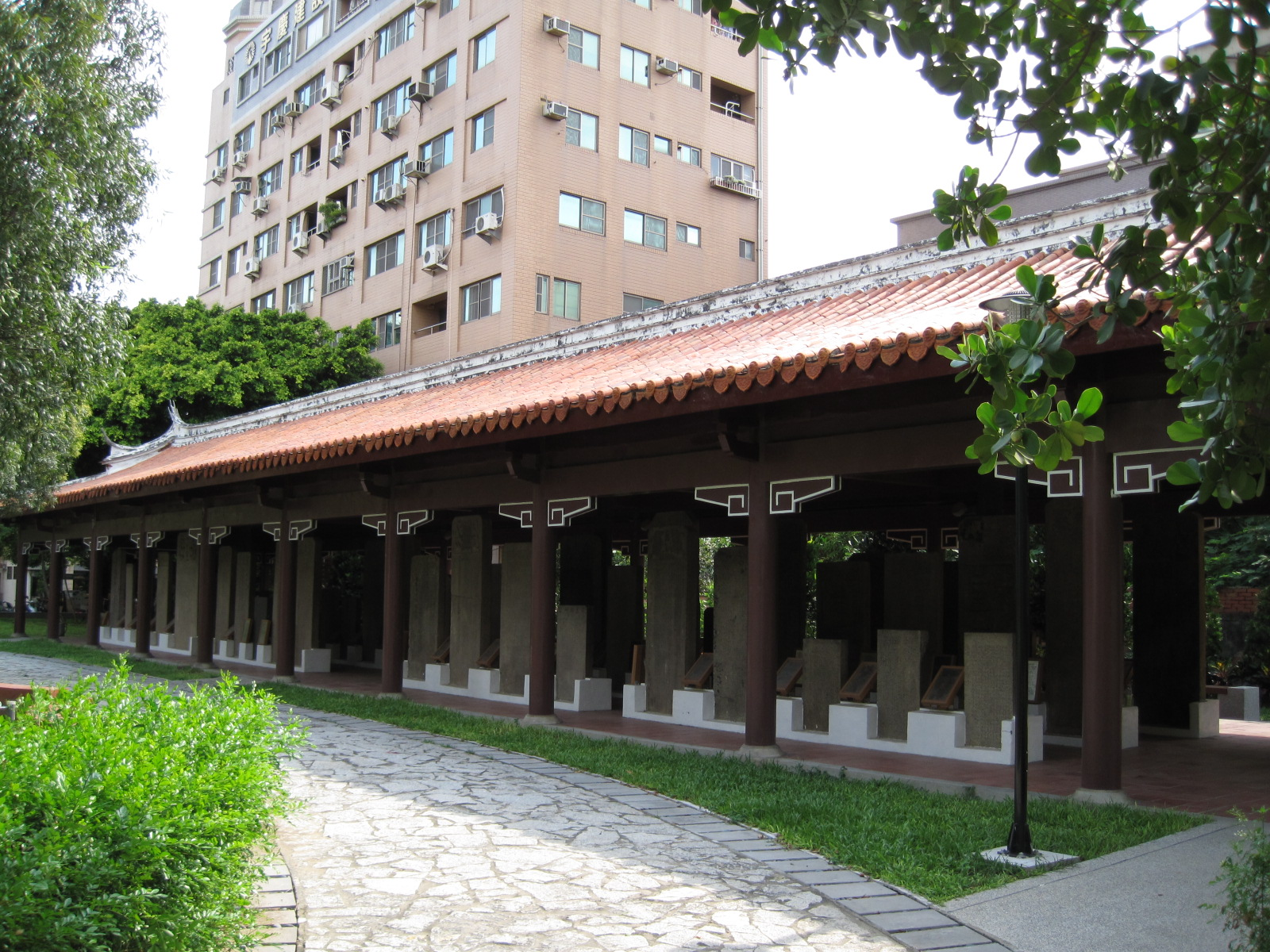
碑林外觀

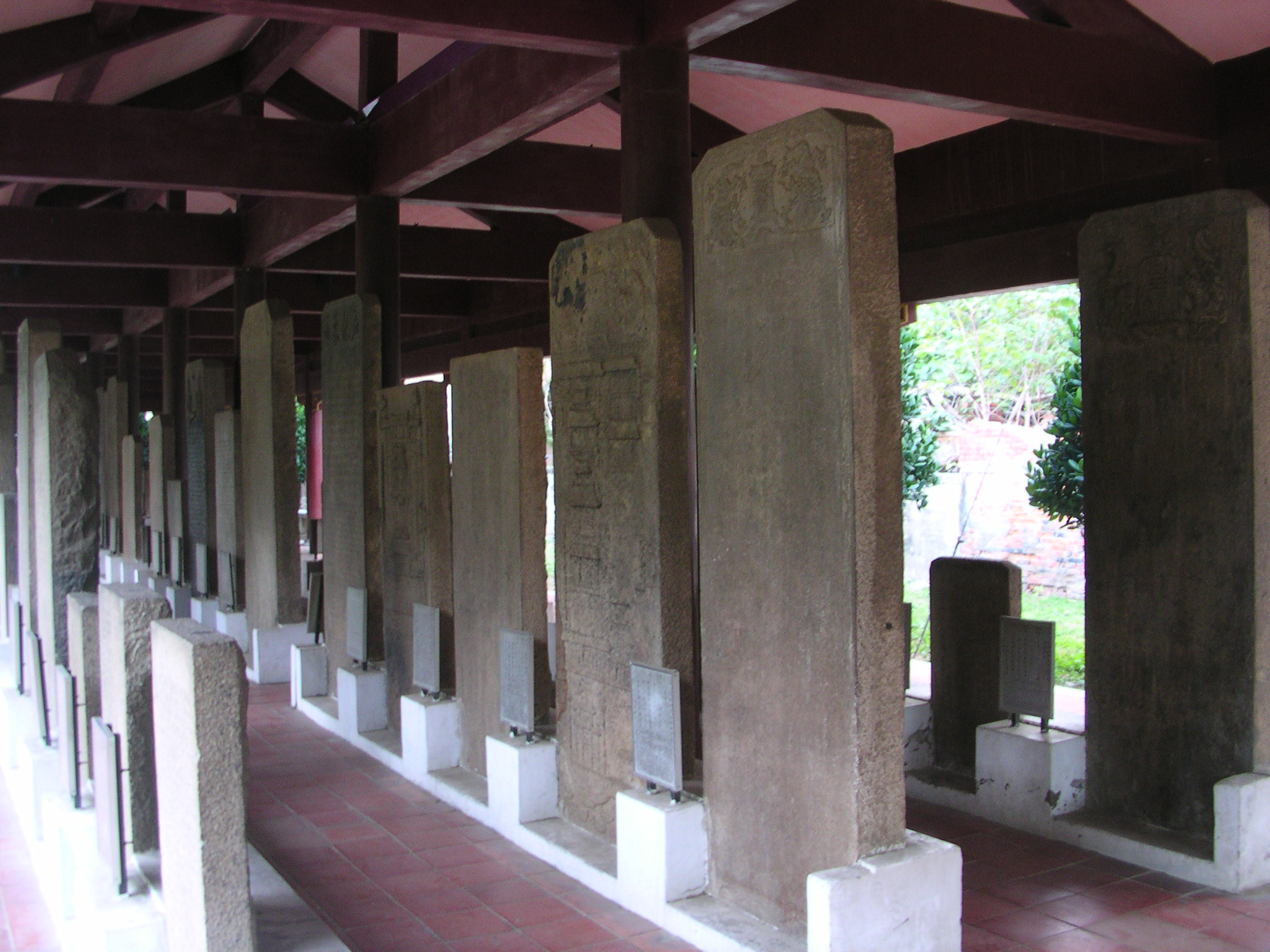
屋簷內景

南門公園碑林位於臺灣臺南市中西區，俗稱「大碑林」（「小碑林」在赤嵌樓內），為臺南市歷史建築十景與臺灣歷史建築百景之一。其中有〈改建臺灣府城碑記〉等石碑被公告為古物類的文化資產。

## 沿革
南門碑林是臺灣日治時期，辦理始政四十周年記念臺灣博覽會中臺南歷史館第三會場的展覽（由史學家石暘睢主導），而在昭和十年（1935年）收集45座古碑而成，二次大戰後臺南市政府在民國六十六年（1977年）又從赤崁樓搬來15座古碑，之後又添加3座古碑，現計共有63件古碑。其收藏的碑依其內容可分為紀功碑、修建碑、建築圖碑、捐題碑、墓道碑與示告碑六類。
2015年5月11日，碑林中的嚴禁錮婢不嫁碑記、嚴禁佛頭港貨物分界獨挑碑記、五妃墓道碑、恭修萬壽宮碑記暨圖碑、風神廟接官亭暨石坊圖碑、護理臺澎兵備道臺灣府正堂蔣德政碑、〈改建臺灣府城碑記〉等石碑被公告為古物類的文化資產。2019年3月28日，修改「恭修萬壽宮碑記暨圖碑」的公告，將2000年因工程發現的「恭修萬壽宮碑記碑額」也併入，成為「1組3件」的古物。
2024年1月26日，南門碑林被發現遭人潑灑不明液體，導致碑體外觀出現色差，僅「萬善同歸所」碑沒有被潑到。臺南市政府文化局接獲通報後，於27日早上派人現勘，隨後向臺南市警察局第二分局報案。初步研判碑體並未受損，但不明液體已導致碑體外觀有色差且有結晶現象。據警方表示，初步調查已鎖定特定對象，而該嫌犯是在該年1月7日下午5點左右步行到南門碑林。由於疑似犯案時間與發現時間相差多日，有文史工作者質疑碑林是否無人巡視，並建議碑林石碑應全面檢討其文資價值。同年2月1日中午，臺南警方在聲請拘票後前往嫌疑人（45歲臺北市戴姓女子）住處拘提對方到案。據警方初步了解，嫌疑人聲稱她是以橄欖油添加紅酒潑灑石碑來祈福，並無其他意圖。此外嫌疑人此前並無犯罪記錄，精神狀況也正常。之後警方將此案依刑法毀損文物罪嫌及違反文化資產保存法等移送臺南地檢署偵辦。

## 石碑列表
| 名稱                                                 | 照片 | 年代                          | 簡介 |
| ---------------------------------------------------- | ---- | ----------------------------- | --- |
| 恭修萬壽宮碑記                                       |      | 1777年 （乾隆四十二年二月）   | 記載建造萬壽宮之事的石碑 |
| 嚴禁竊砍竹城碑記                                     |      | 1867年 （同治六年一月）       | 按察使銜分巡臺灣兵備道吳大廷所頒之嚴禁民眾竊砍、盜取大東門竹城的竹子、竹筍的告示石碑 |
| 護理臺澎兵備道臺灣府正堂蔣德政碑                     |      | 1777年 （乾隆四十二年三月）   | 感念臺灣府知府蔣元樞德政的石碑 |
| 嚴禁藉端科索大䑩船隻碑記                             |      | 1745年 （乾隆十年）           | 記載臺灣府知府方邦基嚴禁臺灣縣船總洪斌藉端索取接駁船津貼費的告示的石碑 |
| 嚴禁錮婢不嫁碑記                                     |      | 1889年 （光緒十五年六月）     | 安平縣知縣范克承因臺南府城芙蓉郊董事職員等的呈請而頒布嚴禁富紳錮婢不嫁的告示石碑 |
| 嚴禁徵收錮弊碑記                                     |      | 1750年 （乾隆十五年二月）     | 臺灣府知府方邦基所頒之嚴禁胥吏藉承辦業務時收取之陋規的告示石碑 |
| 嚴禁棍徒藉屍嚇差查勒索碑記                           |      | 1767年 （乾隆三十二年八月）   | 臺灣府知府鄒應元所頒之嚴禁藉由無主屍體恐嚇詐財的告示石碑 |
| 嚴禁惡習碑記                                         |      | 1875年 （光緒元年十月）       | 臺灣府知府周懋琦所頒之嚴禁兵丁抽費、牛墟勒索、胥吏藉屍詐財、奸民設斗量私抽規費、乞丐強討吵擾等惡習的告示石碑 |
| 嚴禁惡丐強乞吵擾碑記                                 |      | 1841年 （道光二十一年五月）   | 臺灣縣知縣閻炘所頒之要求丐首嚴管丐眾，且行乞須依所列之六條規定的告示石碑 |
| 嚴禁兵民乘危搶奪商船碑記                             |      | 1824年 （道光四年六月）       | 福建巡撫孫爾準所頒之嚴禁兵民趁危搶奪商船財物，並鼓勵兵丁救護人船的告示石碑 |
| 嚴禁自盡圖賴碑記                                     |      | 1876年 （光緒二年七月）       | 福建巡撫丁日昌所頒之告示石碑 |
| 嚴禁汛兵藉端勒索縱馬害禾碑記                         |      | 1822年 （道光二年八月）       | 臺灣府知府蓋方泌所頒之嚴禁在臺班兵諸多惡行的告示石碑 |
| 嚴禁佛頭港貨物分界獨挑碑記                           |      | 1816年 （嘉慶二十一年十一月） | 臺灣縣知縣溫溶所頒之嚴禁佛頭港二蔡霸佔碼頭，獨攬船隻貨物挑運工作的告示石碑。 |
| 諾公穆布甘棠遺愛碑記                                 |      | 1740年 （乾隆五年二月）       | 紀念巡視臺灣監察御史諾穆布政績的石碑 |
| 錮婢積習示禁碑記                                     |      | 1840年 （道光二十年）         | 記載按察使銜分巡臺灣兵備道姚瑩規定婢女應嫁年齡之章程以及勸誡之語的石碑 |
| 興修瀨道功德碑                                       |      | 1749年 （乾隆十四年十二月）   | 紀念臺灣府知府方邦基、臺灣縣知縣魯鼎梅等官紳疏通臺江內海航道之事蹟的石碑 |
| 學憲楊公興行海東書院碑記                             |      | 1740年 （乾隆五年）           | 紀念巡視臺灣監察御史楊二酉建立海東書院 |
| 獎勵楊志申捐獻學田碑記                               |      | 1763年 （乾隆二十八年九月）   | 表揚貢生楊志申捐獻學田之義舉的石碑 |
| 蒙憲檄免鳳邑里民免車運平糶社粟及批免派撥軍工鐵炭碑記 |      | 1753年 （乾隆十八年九月）     | 記載福建分巡臺灣道拕穆齊圖批示鳳山縣民免車運平糶社粟及派撥軍工鐵炭以防胥吏滋生弊端 |
| 臺南市郊外產業道路改修記念碑                         |      | 1934年 （日昭和九年五月）     | 正面為臺南州知事今川淵所書之碑題，背面記載臺南市市區到近郊的產業道路鋪設的相關工事 |
| 臺灣縣署理水鑿渠碑記                                 |      | 1854年 （咸豐四年九月）       | 記載臺灣縣知縣姚鴻調整風水格局，以期地靈人傑之事的石碑 |
| 萬壽宮圖                                             |      | 1777年 （乾隆四十二年）       | 臺灣府知府蔣元樞重修萬壽宮後所立的圖碑 |
| 萬善同歸所                                           |      | 1750年 （乾隆十五年十月）     | 無主遺骸合葬之墓碑 |
| 監生等捐題碑記                                       |      | 1838年 （道光十八年二月）     | 臺灣生員、武生、貢生等捐建文教機構之記錄的石碑 |
| 義塚護衛示禁碑記                                     |      | 1802年 （嘉慶七年十月）       | 臺灣縣知縣周洵所頒之告示石碑 |
| 楊志申附祠入祀碑記                                   |      | 1766年 （乾隆三十一年八月）   | 記載貢生楊志申入祀臺灣縣文廟忠義孝悌祠經過的石碑 |
| 新興坑仔底橋碑記                                     |      | 1747年 （乾隆十二年四月）     | 於臺灣府城大銃街坑仔底建德安橋而立的石碑 |
| 報恩閣碑記                                           |      | 1833年 （道光十三年十二月）   | 臺灣縣知縣陳炳極感念媽祖慈佑，興建報恩閣且立此碑 |
| 海東書院樂捐生息碑記                                 |      | 1828年 （道光八年六月）       | 臺灣府海防兼南路理番同知呂志恆所立之記載海東書院樂捐生息的石碑 |
| 海東書院膏伙經費捐輸碑記                             |      | 1830年 （道光十年二月）       | 臺灣府海防兼南路理番同知蔣鏞所立，記載按察使銜分巡臺灣兵備道劉重麟所曉諭海東書院膏伙經費捐輸情形的石碑 |
| 海東書院膏伙經費捐題碑記                             |      | 1830年 （道光十年二月）       | 海東書院膏伙經費捐輸碑記的副碑 |
| 創建安平第一橋碑記                                   |      | 1874年 （同治十三年十二月）   | 臺灣府知府周懋琦所立記載安平第一橋創建經過的石碑。安平第一橋位在現在金華路與民生路二段交會處附近，接近協進國小。在同治十三年（1874年）初建時為木橋，光緒十七年（1891年）按察使銜分巡臺灣兵備道唐贊袞下令改建為石橋。日治時期因為開闢通往安平的新路，被在松仔腳尾的「二重橋」取代。 |
| 海防分府傅大老爺榮陞去思碑                           |      | 1757年 （乾隆二十二年十一月） | 感念臺灣府海防捕盜同知傅爾泰政績的石碑 |
| 殉難義塚碑記                                         |      | 1840年 （道光二十年八月）     | 記載太子太保王得祿等武官捐俸修築埋葬張丙事件中殉難官兵的義塚之事的石碑 |
| 風神廟接官亭暨石坊圖                                 |      | 1777年 （乾隆四十二年）       | 臺灣府城風神廟與接官亭的圖碑 |
| 重興安瀾橋碑記                                       |      | 1825年 （道光五年十一月）     | 重修安瀾橋的記錄石碑 |
| 重修臺灣縣學聖廟捐題碑記                             |      | 1814年 （嘉慶十九年）         | 重修臺灣縣學、聖廟的捐題記錄石碑 |
| 重修關帝廟增建更衣亭碑記                             |      | 1765年 （乾隆三十年三月）     | 記載臺灣府知府蔣允焄重修祀典武廟並增設更衣亭之事的石碑 |
| 重修海東碑記                                         |      | 1827年 （道光七年二月）       | 主要是記載按察使銜分巡臺灣兵備道孔昭虔重修海東書院之事，並兼記過往有功於該書院的督學、官員的事蹟 |
| 重修安瀾橋石碑記                                     |      | 1865年 （同治四年二月）       | 重修安瀾橋的記錄石碑 |
| 重修望海橋碑記                                       |      | 1873年 （同治十二年十一月）   | 重修望海橋的記錄石碑 |
| 重修旌義祠碑記                                       |      | 1850年 （道光三十年八月）     | 臺灣鎮總兵呂恆安、按察使銜分巡臺灣兵備道徐宗幹、臺灣府知府裕鐸等官員與府城三郊重建位在今臺南市忠義路上之旌義祠的捐款記錄石碑 |
| 重修安平第一橋碑記                                   |      | 1891年 （光緒十七年十二月）   | 記載按察使銜分巡臺灣兵備道唐贊袞重修安平第一橋並將之改為石橋之事的石碑 |
| 重建義民祠碑記                                       |      | 1806年 （嘉慶十一年八月）     | 記載臺灣縣知縣薛志亮為弔蔡牽之亂而死的義民，遂修祠以祀之事的石碑 |
| 重建烽火館碑記                                       |      | 1768年 （乾隆三十三年十月）   | 重建安平五館之一的烽火館的記錄石碑 |
| 重建臺灣縣廟學碑記                                   |      | 1778年 （乾隆四十三年二月）   | 記載臺灣府知府蔣元樞重建臺灣縣縣學之事的石碑 |
| 重建安瀾橋碑記                                       |      | 1774年 （乾隆三十九年二月）   | 府城三郊的北郊蘇萬利所立的乾隆年間安瀾橋重修記錄之石碑 |
| 重建旌義祠捐題碑記                                   |      | 1806年 （嘉慶十一年八月）     | 嘉慶年間重建旌義祠的記錄石碑 |
| 重建安瀾橋碑記                                       |      | 1804年 （嘉慶九年十一月）     | 嘉慶年間安瀾橋重修的記錄石碑 |
| 建臺陽校士場屋記                                     |      | 1767年 （乾隆三十二年二月）   | 記載臺灣學政職務變遷與福建分巡臺灣道張珽建校士場之緣由的石碑 |
| 重建安平昭忠祠碑記                                   |      | 1879年 （光緒五年十月）       | 記載臺灣水師協標副將周振邦撥款並勸官捐輸以重建安平昭忠祠之事的石碑 |
| 南河橋口示禁碑記                                     |      | 1839年 （道光十九年三月）     | 臺灣縣知縣裕祿所頒之嚴禁居民隨意堆積糞穢以讓水流能夠宣洩、鞏固城垣的告示石碑 |
| 奉憲禁各衙胥役勒索紳衿班數碑記                       |      | 1824年 （道光四年）           | 臺灣縣知縣李慎彝所頒之嚴禁胥吏勒索、期勉紳衿自愛不要干預詞頌的告示石碑 |
| 奉憲禁免當鋪採買                                     |      | 1776年 （乾隆四十一年）       | 臺灣府知府蔣元樞所頒嚴禁官吏指派當舖業者承辦傾銷、採買米穀等事務以免擾民的告示石碑 |
| 安平臺南間河溝挑濬碑記                               |      | 1891年 （光緒十七年一月）     | 記載安平稅釐總局劉懷德與臺南郊商集資清理安平縣與臺南府之間河溝的石碑 |
| 改建臺灣府城碑記                                     |      | 1790年 （乾隆五十五年八月）   | 臺灣府知府楊廷理所立，記載臺灣府城由竹木城改為三合土城之事的石碑 |
| 防火章程碑記                                         |      | 1841年 （道光二十一年）       | 記載臺灣府城武廟六條街士紳共同擬定的防火規約 |
| 示禁海口章程                                         |      | 1788年 （乾隆五十三年九月）   | 臺灣府海防兼南路理番同知清華所頒之明定衙門規費與禁止港務人員勒索陋規的告示石碑 |
| 五妃墓道                                             |      | 1746年 （乾隆十一年）         | 上刻巡視臺灣監察御史六十七、范咸與福建分巡臺灣道莊年等官員頌揚明寧靖王的五位殉死姬妾貞烈事蹟之詩文的石碑 |
| 大郡伯守愚萬公德政碑                                 |      | 1781年 （乾隆四十六年九月）   | 彰化縣商民為感念臺灣府知府萬綿前的德政所立的石碑 |
| 大南門菜市埔示禁碑記                                 |      | 1859年 （咸豐九年四月）       | 記載臺灣縣知縣雷以鎮所頒之關於臺灣府城大南門菜市埔尊王廟與菜販之間依議定章程來索取津貼的告示石碑 |
| 大老爺蔣重修德安橋記                                 |      | 1765年 （乾隆三十年七月）     | 記載臺灣府知府蔣允焄捐俸重修位在今臺南市自強街上的德安橋的石碑 |
| 吳尚新墓碑                                           |      | 1853年 （咸豐三年十二月）     | 清代臺灣府城富商吳尚新的墓碑；後來因周邊居民的反應而遷走 |